# Rodrigo Díaz de los Cameros
Rodrigo Díaz de los Cameros fue un noble castellano, señor de los Cameros, de finales del siglo XII y el primer tercio del siglo XIII. También destacó como trovador y mecenas en los inicios de lírica gallego-portuguesa.

## Biografía
Es hijo de Diego Jiménez de los Cameros (de origen navarro) y de Guiomar de Traba, noble gallega perteneciente a la casa de los Traba. Rodrigo se hace cargo del señorío de su padre a partir del año 1201, hasta ese momento su madre había gestionado las posesiones familiares tras la muerte de su padre. Su señorío se localizaba al sur de Navarra y en la frontera entre los reinos de León y de Castilla, así mismo se hizo con la tenencia de los castillos de Calahorra, de Jubera y el gobierno Nájera, en donde llegó a un acuerdo con Diego López II de Haro para casarse con su hija Aldonza. Rodrigo participó en la batalla de Navas de Tolosa dentro de las tropas de su suegro, tras la muerte de Diego López II de Haro asumió las tenencias de Soria y Logroño.
Fallecido Alfonso VIII, se mantuvo entre la élite nobiliaria leal a Berenguela en su regencia sobre Enrique I, se enfrentó a la casa de Lara, junto con su cuñado Lope Díaz II de Haro, tomando parte en el bando de Berenguela, que defendía los derechos reales de su hijo Fernando III, una vez fallecido Enrique I. Años más tarde también se rebeló contra Fernando III, sin embargo, no tuvo éxito y tuvo que someterse al monarca, aunque conservó su señorío, el cual heredó su hijo Simón Ruiz de los Cameros, al fallecimiento del mismo sobre el año 1230.

## Relación con la lírica trovadoresca
Su nombre aparece en Cancionero de la Biblioteca Nacional de Lisboa como autor de 3 cantigas de amor, sin embargo, esas obras estarían en las hojas perdidas del mismo. No sólo fue trovador sino un impulsor del movimiento, tal y como afirman los trovadores provenzales Elias Cairel y Aimar lo Negre. En este sentido, el estudioso José Carlos Miranda sostiene que ejerció un papel fundamental con el mecenazgo de trovadores y juglares en su corte. El profesor e investigador José Antonio Souto Cabo destaca sus vínculos maternos con Galicia (Cabe destacar que tuvo posesiones y cargos también en Galicia) como motivo de su actividad literaria en gallego-portugués y su mecenazgo, sin olvidarse de sus vínculos con Gonzalo Ruiz de Azagra autor de composiciones en occitano, así como la influencia de su suegro Diego López II de Haro, también mecenas y con gran interés en la lírica.   